# Ileana Rigano
Ileana Rigano (Palermo, 26 settembre 1947 – Roma, 31 maggio 2020) è stata un'attrice italiana.

## Biografia
Ileana Riganò è stata un'attrice professionista dal 1966. Esordisce al cinema nel film Rita la zanzara, diretto da Lina Wertmüller. Successivamente recita in film diretti da Pasquale Festa Campanile, Giovanni Grimaldi e Dino Risi. Nel 1974 è la protagonista dei film I figli di Zanna Bianca di Maurizio Pradeaux e Paolo il freddo, diretto da Ciccio Ingrassia. Per la televisione ha recitato in alcune serie TV come Il capo dei capi  ed Il commissario Montalbano.
Termina la sua carriera nel 2020 con la partecipazione a due lungometraggi: Picciridda - Con i piedi nella sabbia, con la regia di Paolo Licata  e Le sorelle Macaluso, diretto da Emma Dante.

## Filmografia

### Cinema
- Rita la zanzara, regia di Lina Wertmüller (1966)
- I parenti tutti, regia di Fabio Garriba – cortometraggio (1967)
- Il sole è di tutti, regia di Domenico Paolella(1968)
- Un bellissimo novembre, regia di Mauro Bolognini (1969)
- Scacco alla regina, regia di Pasquale Festa Campanile (1969)
- Puro siccome un angelo papà mi fece monaco... di Monza, regia di Giovanni Grimaldi (1969)
- Colpo rovente, regia di Piero Zuffi (1970)
- Un caso di coscienza, regia di Giovanni Grimaldi (1970)
- La prima notte del dottor Danieli, industriale, col complesso del... giocattolo, regia di Giovanni Grimaldi (1970)
- È tornato Sabata... hai chiuso un'altra volta!, regia di Gianfranco Parolini (1971)
- Noi donne siamo fatte così, regia di Dino Risi (1971)
- Storia di fifa e di coltello - Er seguito d'er più, regia di Mario Amendola (1972)
- I figli di Zanna Bianca, regia di Maurizio Pradeaux (1974)
- Paolo il freddo, regia di Ciccio Ingrassia (1974)
- Manone il ladrone, regia di Antonio Margheriti (1974)
- Il giudice ragazzino, regia di Alessandro Di Robilant (1994)
- Sara May, regia di Marianna Sciveres (2005)
- Picciridda - Con i piedi nella sabbia, regia di Paolo Licata (2020)
- Le sorelle Macaluso, regia di Emma Dante (2020)

### Televisione
- All'ultimo minuto – serie TV (1971)
- Il capo dei capi – serie TV (2007)
- Agrodolce – serie TV (2008)
- Il commissario Montalbano – serie TV (2001-2016)